# سوربلاغ
سوربلاغ (به قزاقی: Sorbulak) یک دریاچه در قزاقستان است که در فلات قره‌اوی واقع شده‌است.